# Kéler Napóleon
Kéler Napóleon, névváltozat: Kéhler, született: Kéler Efraim Napoleon (Pest, 1845. augusztus 13. – Budapest, 1919. február 6.) műépítész.

## Élete
Kéler Sándor pesti táblai ügyvéd és Pozsony megyei táblabíró és Bielik Terézia Anna Karolina fiaként született. A budai József műegyetem elvégzése után 1869-ben Buzzi Bódog építőmesterhez ment, aki felismerve munkaerejét, szorgalmát és tudását csakhamar társul vette maga mellé az alig 26 éves fiatalembert.
Az 1890-es évek elején visszavonult az építő vállalkozástól és állandó szakértője lett a Magyar Államvasutaknak, főleg kisajátítási ügyekben. A köznek szolgált ez időben azzal is, hogy a budapesti városligeti fasorban épült ágostai evangélikus főgimnázium épületének létrejöttét lehetővé tette, aminek építő bizottságban is működött.
A Buzzi és Kéler cég nagy építkezéseket hajtott végre. 1871–1873-ban ők építették a Posta és Távírda Igazgatóság palotáját a szervita-rend kertjén az akkori Koronaherceg- és Városház utcák között. Továbbá az Alföld-fiumei vasút igazgatósági épületét az Akadémia-utcában, az Erdélyi vasút igazgatósági épületét a Rudolf-rakparton, és 1874–1875-ben ő építette a Népszínházat a Rákóczi úton.
Az ipari építészet területén is működött: 1884-ben tervei és kivitelezése alapján épült fel a Ferencvárosi I. számú Gázgyár. Még 1869 és 1875 között tisztviselői házakat és gáztárolót tervezett a Józsefvárosi Gázgyár már akkor álló épületeihez. 1885-ben bérházat tervezett az Izabella utcába (Budapest, Izabella u. 72/b.).
1919-ben hunyt el 74 éves korában, hosszas szenvedés után. A Fiumei úti sírkertben lévő családi mauzóleumában helyezték nyugalomra evangélikus szertartás szerint (bal oldal, 523. szám).

### Kéler Napoleon-alapítvány
1910. január 15-én kelt végrendeletében tett alapítványból finanszírozták a Magyar Mérnök- és Építész-Egylet építészi és középítési szakosztályainak pályázat, és annak Kéler Napóleon-díját, amit „a műépítési szakosztályok számára valamely gyakorlati tárgyú építőművészi feladat alaprajzi és homlokzati megoldása; a középítési szakosztályok számára valamely technikai vonatkozású gyakorlati feladat akár rajzbeli, akár írásbeli kidolgozásért” lehetett megkapni; illetve a Budapesti Ágostai Hitvallású Evangélikus Főgimnázium gyarapítását.